# Bat Flight Amphitheater
Le Bat Flight Amphitheater est un amphithéâtre à ciel ouvert destiné à l'observation des chauves-souris de la Carlsbad Cavern, une grotte des montagnes Guadalupe située dans le comté d'Eddy, au Nouveau-Mexique, dans le sud-ouest des États-Unis. Protégé au sein du parc national des grottes de Carlsbad, il permet au National Park Service d'accueillir de fin mai au mois d'octobre des visiteurs souhaitant être les témoins de l'envol des molosses du Brésil qui à la tombée de la nuit quittent en nombre la cavité par son entrée principale, la Natural Entrance, visible en face de la structure.
Construit de 1963 à 1966, le Bat Flight Amphitheater est une enceinte en pierre naturelle calcaire. Large d'environ 100 pieds, soit 30,5 mètres, il comporte vingt-deux rangées de sièges agencées en gradins disposés en arcs et séparés par une allée centrale équipée d'un escalier, car il suit un dénivelé négatif d'environ 75 pieds, soit autour de 23 mètres. Ce faisant, il s'intègre harmonieusement à son environnement, ce qui lui vaut de constituer une propriété contributrice au district historique de The Caverns, un district historique inscrit au Registre national des lieux historiques depuis le 18 août 1988 et qui abrite principalement des bâtiments administratifs plus anciens au nord-ouest de l'amphithéâtre.
Depuis l'office de tourisme du parc, au sud-ouest, la partie haute de structure s'atteint par un sentier de randonnée qui ensuite la contourne par le sud et finit par s'enfoncer dans la grotte au nord-est : le Carlsbad Caverns Trail, classé National Recreation Trail depuis 1983. Le long de celui-ci et à proximité immédiate de l'amphithéâtre est visible l'une des trois plaques Mather recensées au Nouveau-Mexique, les deux autres se trouvant à Santa Fe et dans les remises du Bandelier National Monument.

## Utilisation

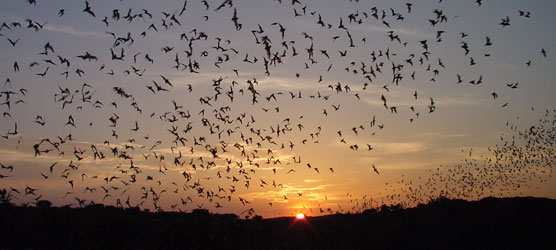
Nuée de Tadarida brasiliensis en vol dans le parc national des grottes de Carlsbad.